# Rochdale Motor

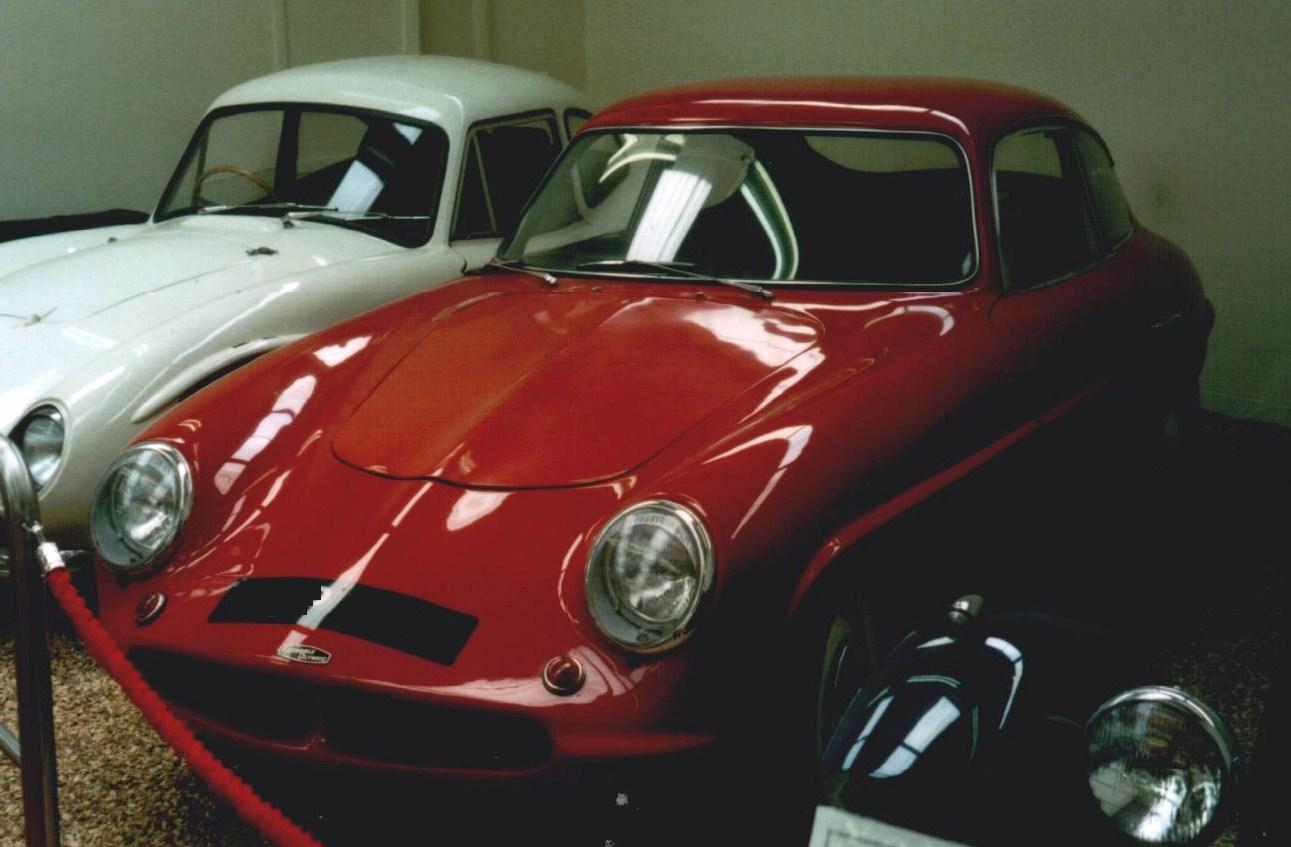
Rochdale Olympic

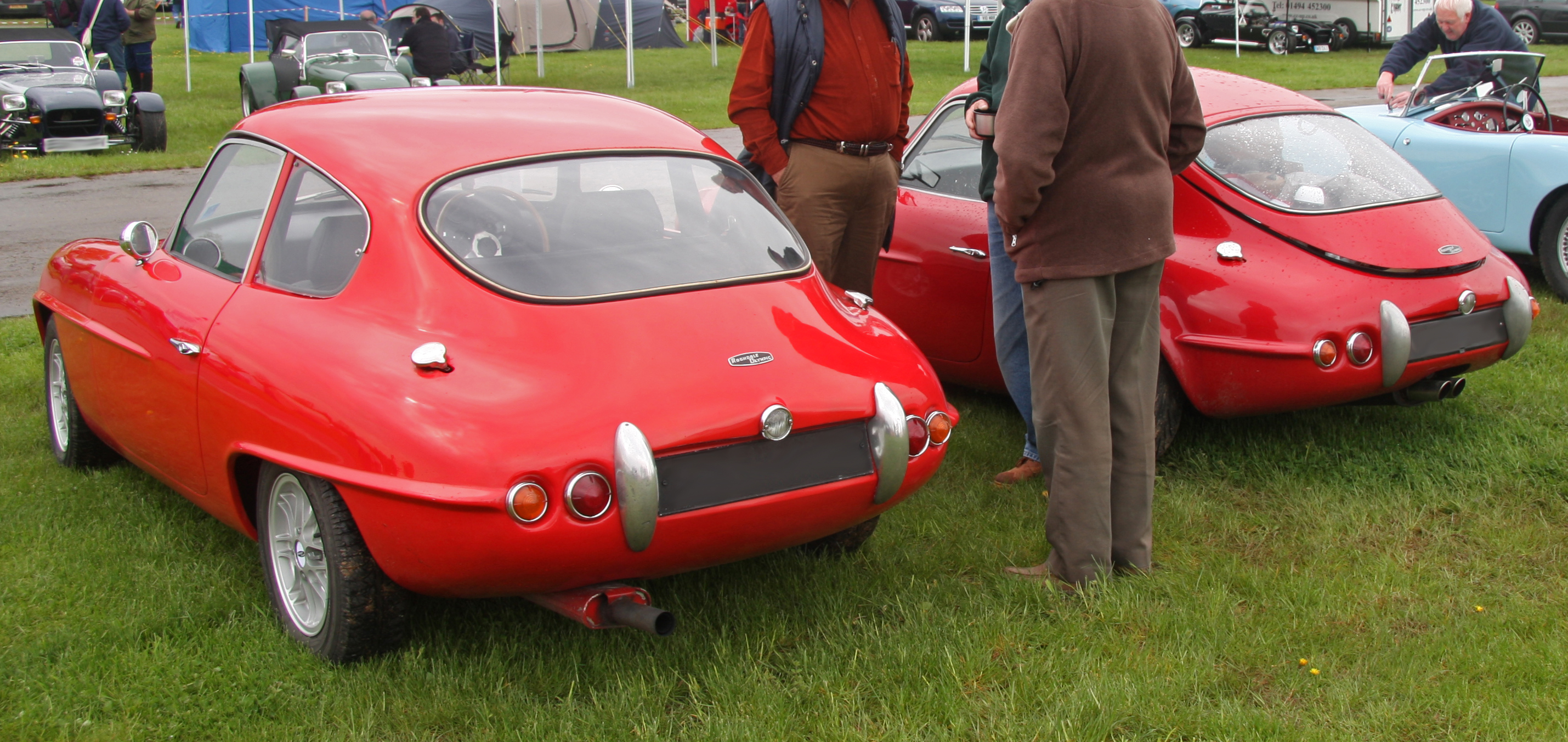
Heckansicht von zwei Rochdale Olympic

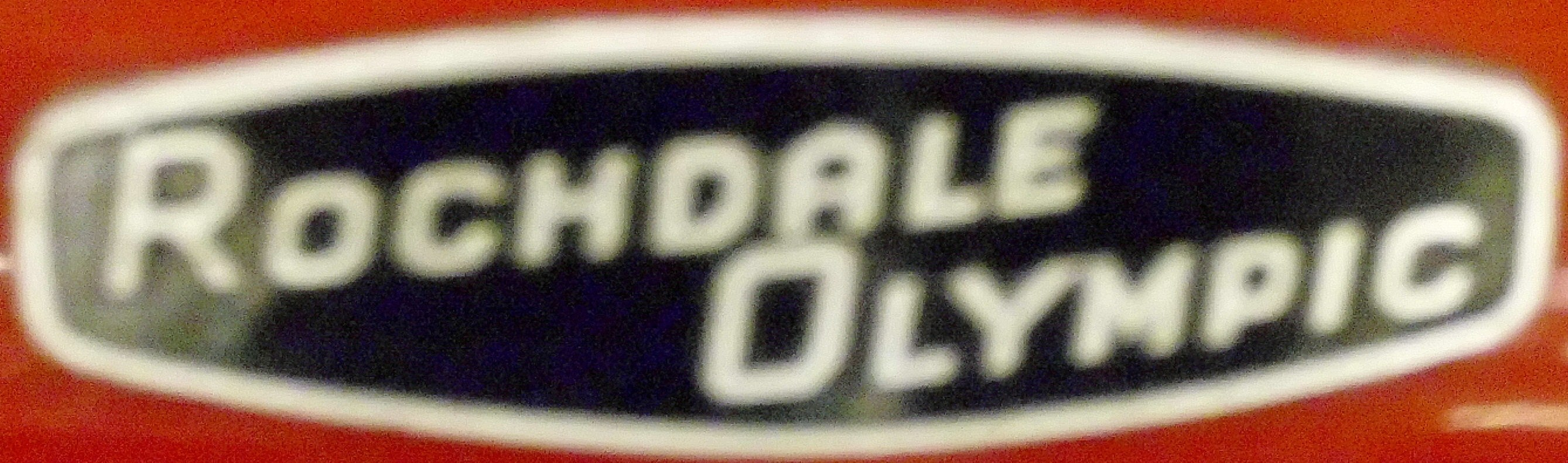
Emblem an einem Rochdale Olympic

Rochdale war ein britischer Hersteller von Automobilen.

## Unternehmensgeschichte
Das Unternehmen Rochdale Motor Panels and Engineering Limited aus Rochdale begann 1957 mit der Produktion von Automobilen. 1970 endete die Produktion.

## Fahrzeuge
Es wurden sowohl komplette Fahrzeuge als auch Bausätze für Kit Cars hergestellt. Es gab die Modelle Riviera und Olympic. Es wurden Motoren von Riley und Ford verwendet. Die Vierzylindermotoren leisteten aus 1489 cm³ bis 1498 cm³ Hubraum 60 bis 65 PS.
Ein Fahrzeug dieser Marke ist im Haynes International Motor Museum in Sparkford in Somerset zu besichtigen.